# Drillia alcyonea
Drillia alcyonea é uma espécie de gastrópode do gênero Drillia, pertencente a família Drilliidae.